# Switchfoot
Switchfoot este o trupă americană de rock alternativ din San Diego, California. Membri trupei sunt: Jon Foreman (vocal, chitară), Tim Foreman (chitară de bas, vocal adițional), Chad Butler (tobă, percuție), Jerome Fontamillas (chitară, clape, vocal adițional) și Drew Shirley (chitară). Inainte de succesul în muzica rock crestina, trupa Switchfoot si-a făcut cunoscuta prezenta prin includerea a patru piese, in anul 2002, in filmul "A Walk to Remember". Acest pas a dus la debutul marelui album "The Beautiful Letdown", lansat in anul 2003, incluzand hiturile "Meant to live" si "Dare you to move". Albumul a fost vandut in 2,8 milioane de copii. De atunci au fost remarcati prin concertele lor pline de viata, iar al saptelea lor album "Hello Hurricane" a dus la castigarea premiului Grammy in anul 2011 pentru Cel mai bun album Rock/Rap crestin.
Potrivit cu ceea ce spune Jon Foreman, numele de "Switchfoot" (Schimba piciorul), provine dintr-un cuvant folosit pentru surf. "Noi toti iubim sa facem surf, si am facut surf de-a lungul vietii noastre, deci pentru noi numele are sens. Sa iti schimbi piciorul inseamna sa abordezi o noua pozitie pentru a face fata sa poti merge in directia opusa. Este vorba despre o schimbare si miscare, o diferita abordare a vietii si a muzicii."

## Discografie

### Albume
- 1997 – The Legend of Chin
- 1999 – New Way To Be Human
- 2000 – Learning To Breathe
- 2003 – The Beautiful Letdown
- 2005 – Nothing Is Sound
- 2006 – Oh! EP
- 2006 – Oh! Gravity.
- 2009 – Hello Hurricane
- 2011 – Vice Verses
- 2012 - Fading West
- 2016 - Where the light shines through

### Single-uri
- 2003 – Meant to Live
- 2004 – Dare You to Move
- 2004 – This Is Your Life
- 2005 – Stars
- 2006 – We Are One Tonight
- 2006 – Oh! Gravity.
- 2007 – Awakening
- 2009 – Mess Of Me
- 2011 – Dark Horses

### DVD
- 2003 – Switchfootage
- 2004 – Live in San Diego
- 2004 – The Beautiful Letdown - DualDisc
- 2005 – Feet Don't Fail Me Now
- 2005 – Nothing Is Sound - DualDisc
- 2006 – Switchfootage 2

Switchfoot și a apărut în soundtrack pentr-O iubire de neuitat, un film din 2002 lui Adam Shankman. Cântecul Only Hope din albumul Learning To Breathe a fost și cântat pe Mandy Moore.
A compus si melodia "This is home" pentru coloana filmului "Cronicile din Narnia : Printul Caspian"(2008).